# 山岸潤史
山岸 潤史（やまぎし じゅんし、1953年6月6日 - ） は、三重県伊勢市生まれの米国ルイジアナ州ニューオーリンズを拠点に活動するギタリスト。パパ・グロウズ・ファンクとワイルド・マグノリアスでギターを担当していたことでも知られる。

## 来歴
山岸は1970年代初頭より、日本のブルース、ジャズ・シーンで活動。1972年に、永井"ホトケ"隆 （Vo）塩次伸二（G）小堀正（B）松本照夫（Dr.）といった面々とウエスト・ロード・ブルース・バンドを結成。当時活況を呈していた関西のブルース・シーンにおいて、彼らは草分け的存在として知られるようになった。
1975年、山岸はソウル・バンドのソー・バッド・レビューに加入。1979年には、初の自己名義のアルバム「REALLY?!」をリリースした 。
1980年代には、バンド・Myx（ミックス）、チキンシャックで活動、1990年代になると、デイヴィッド・T・ウォーカー、ジェイムズ・ギャドソンらとBAND OF PLEASUREを結成。3枚のアルバムをリリース後、解散した。
1995年、山岸は日本で積み上げたキャリアを捨て、ニューオーリンズへ移住。近年も拠点に活動を続けている。現地で活動するようになってから、彼は前述の2バンドの他、アール・キング、ヘンリー・バトラー、ダヴェル・クロフォード、マーヴァ・ライト、ジョージ・ポーターJr.ら数多くのミュージシャンとの共演を重ねた。
2007年には、ウエスト・ロード・ブルース・バンド時代からの旧知の仲である塩次伸二とともにオール・ブルース・アルバム『トゥギャザー・アゲイン〜ブルース・イン・ニューオーリンズ』をニューオーリンズで録音。当作は、ジョン・グロウ、マーヴァ・ライトら地元ミュージシャンが参加した。
2010年、2014年には、サウスの有山じゅんじとアコースティック・ギター・デュオ有山岸として、細野晴臣がゲスト参加し、上田正樹をフィーチャーしたアルバム等を作成した。
2012年にはチキンシャックを再結成し、リユニオン・ツアーを行う。2013年6月には23年ぶりにオリジナル・アルバムをリリースし、当年にもツアーを行った。
2014年7月25日、フジロックフェスティバルで、すでに亡くなっていた砂川正和以外の6人で、ソー・バッド・レビューの一日限定の再結成ライブを行った。
KenKen、元パパ・グロウズ・ファンクのジョン・グロウらと結成したバンド・Funk On Da Tableが2018年2月、ツアー・デビュー。同年9月、ニューオーリンズのティピティーナスで同バンドとして初公演を行い、翌2020年ライヴ盤『Live at Tipitina's in New Orleans』としてリリース。

## ディスコグラフィー

### ソロ作
- 1979年 『Really?!』 (フライングドッグ)
- 1981年 『All the Same』(Invitation)
- 1988年 『Give This Love』 (トライエム)
- 1988年 『My Pleasure』 (メルダック)
- 1993年  『Jack of the Blues』 (BMGビクター)
- 1994年 『Smokin' Hole』 (BMGビクター)
- 2007年 『トゥギャザー・アゲイン〜ブルース・イン・ニューオーリンズ』 （ビクターエンタテインメント） ※塩次伸二との共作

### ウエスト・ロード・ブルース・バンド
- 1973年 『Live in Magazine No.1/2』 (Chu Chu Record)
- 1975年 『Blues Power』 (Bourbon)
- 1975年 『Live in Kyoto』 (Bourbon)
- 1984年 『Junction』 (Invitation)
- 1995年 『Live in New York』 (Zain)

### チキンシャック
- 1986年 『Chickenshack I』 (メルダック)
- 1986年 『Chickenshack II』 (メルダック)
- 1986年 『Urban Square』 (メルダック)
- 1986年 『アーバンスクウェア 琥珀の追撃 (OVAオリジナル・サウンドトラック)』 (メルダック)
- 1987年 『Loving Power』 (メルダック)
- 1987年 『Chickenshack III』 (メルダック)
- 1988年 『Chickenshack IV』 (メルダック)
- 1989年 『Chickenshack V』 (メルダック)
- 1990年 『Loving Power II』 (メルダック)
- 1990年 『Chickenshack VI』[7] (メルダック)
- 2013年 『Chickenshack VII』 (キング)

### バンド・オブ・プレジャー
- 1992年 『Live at Kirin Plaza』 (Glamour)
- 1994年 『Band of Pleasure』 (For Life)
- 1995年 『A Tiny Step』 (For Life)

### ワイルド・マグノリアス
- 1996年 『1313 Hoodoo Street』 (AIM)
- 1999年 『Life is a Carnival』 (Metro Blue)
- 2002年 『30 Years & Still Wild』 (AIM)

### パパ・グロウズ・ファンク
- 2001年 『Doin It』(no label)
- 2003年 『Shakin'』(no label)
- 2006年 『Live at the Leaf』(Funky Krewe)
- 2007年 『Mr. Patterson's Hat』(Funky Krewe)

### 有山岸
- 2010年 『そろそろおこか -CARELESS LOVE-』 (バウンディ)
- 2014年 『Bitter Sweet Soul』 (SPACE SHOWER NETWORKS)

### Funk On Da Table
- 2019年 『Live at Tipitina's in New Orleans』(Coastline)

## CM

### YAKINIKU AllStars
- 2016年 サントリーウエルネス[要出典]